# Compsilura solitaria
Compsilura solitaria là một loài ruồi trong họ Tachinidae.